# Cabanas (La Baña)
Cabanas (llamada oficialmente San Miguel de Cabanas) es una parroquia y aldea española del municipio de La Baña, en la provincia de La Coruña, Galicia.

## Entidades de población
Entidades de población que forman parte de la parroquia:
- La Iglesia (A Igrexa)
- Cabanas
- Guimaráns
- Pazo (O Pazo)

## Demografía

### Parroquia
| Gráfica de evolución demográfica de Cabanas (parroquia) entre 2000 y 2018 |
|                                                                           |
| Datos según el nomenclátor publicado por el INE.                          |

### Aldea
| Gráfica de evolución demográfica de Cabanas (aldea) entre 2000 y 2018 |
|                                                                       |
| Datos según el nomenclátor publicado por el INE.                      |